# Pramono Anung
Pramono Anung Wibowo (urodzony 11 czerwca 1963) jest indonezyjskim politykiem, który pełnił funkcję sekretarza gabinetu od 2015 do 2024 roku. Jest członkiem Indonezyjskiej Partii Demokratycznej Walki (PDI-P). Wcześniej zasiadał w Izbie Reprezentantów od 2004 do 2015 roku, w tym jako wiceprzewodniczący w latach 2009-2014. Obecnie ubiega się o urząd gubernatora Dżakarty w wyborach 2024 roku jako kandydat PDI-P.
W wyniku wygranych wyborów w styczniu 2025 roku, objął urząd gubernatora Dżakarty.